# 쓰리 스마트 걸스
《쓰리 스마트 걸스》(Three Smart Girls)는 미국에서 제작된 헨리 코스터 감독의 1936년 코미디, 뮤지컬, 멜로/로맨스 영화이다. 비니 반즈 등이 주연으로 출연하였고 조 패스터넉 등이 제작에 참여하였다.

## 출연

### 주연
- 비니 반즈
- 찰스 위닝거

### 조연
- 앨리스 브래디
- 레이 밀렌드
- 미샤 오어
- 어니스트 코사트
- 루실 왓슨
- 존 더스티 킹
- 넬라 워커
- 호버트 캐버너
- 바바라 리드
- 디나 더빈

## 기타
- 미술: 존 W. 하크라이더
- 미술: 잭 오터슨